# Irene Aloha Wright
Irene Aloha Wright (Lake City, 19 de diciembre de 1879-New Rochelle, 6 de abril de 1972) fue una periodista e historiadora estadounidense que escribió varios libros sobre la historia colonial en el Caribe. Nacida en Colorado, vivió en México, Cuba y España, y fue una distinguida escritora y académica.

## Trayectoria
Aloha nació el 19 de diciembre de 1879 en Lake City, Colorado. Sus padres fueron Letitia O. Wright y Henry Edward Wright. Después de que su padre vendiera su participación en una mina de oro, la familia se instaló en Ouray, Colorado. En 1888, Ed Wright construyó la Ópera Wright en Ouray. Cuando Irene tenía quince años, su padre murió y su madre la envió al College for Young Ladies en Roanoke, en Virginia. En lugar de regresar a Roanoke para cursar el segundo año de escuela, viajó al sur, a la Ciudad de México, donde encontró trabajo como institutriz del vicepresidente de México. También impartió lecciones de inglés y tradujo guías turísticas para los museos locales.
Tras vivir en México durante tres años, en 1898 regresó a Roanake, Virgina y terminó sus estudios en el College for Young Ladies. Después asistió a la Universidad Stanford y se graduó en 1904 con una Licenciatura en Historia. Tras graduarse, viajó con su madre a Cuba, donde se instalaron. Allí trabajó como escritora para el periódico The Havana Post de 1904 a 1905. Cuando Wright dejó el Post, se convirtió en editora municipal del Havana Telegraph, cargo que ocupó durante tres años. Al año siguiente, compró The Cuba Magazine, una revista semanal de política y cultura para lectores estadounidenses de la que fue propietaria hasta 1914. En 1910, Wright publicó su primer libro, Cuba, un relato contemporáneo de la isla.
En 1914, se trasladó a Sevilla, abandonó el periodismo y se centró en la investigación en el Archivo General de Indias. Pasó las siguientes dos décadas en España, donde tradujo y editó más de 100.000 documentos coloniales. En 1916, publicó La historia temprana de Cuba, 1492-1586, la primera historia moderna del Caribe temprano basada casi por completo en fuentes primarias.
Durante su estancia en España, publicó varios libros más, entre los que se encuentran Historia documentada de San Cristobal de la Habana en el siglo XVI (Historia documentada de La Habana en el siglo XVI) (1927) y Documentos sobre los viajes ingleses a la península española, 1569 –1580 (1932). También compiló una variedad de informes sobre la primera trata holandesa de esclavos para el gobierno de Holanda. España y Gran Bretaña también le encargaron investigar y traducir documentos relacionados con su historia colonial. La familia John B. Stetson la contrató para crear una colección de documentos españoles que cubriera la historia del asentamiento de los conquistadores españoles en Florida. Esta selección sigue siendo "la colección de documentos más importante y citada con frecuencia sobre la ocupación española de Florida hasta el día de hoy fuera del archivo de Sevilla". En 1949, publicó uno de sus últimos libros, English Voyages to the Caribbean, 1580-1592.
De 1932 a 1936, Wright también ejerció como representante de la Biblioteca del Congreso de Estados Unidos en España. En 1936, el estallido de la guerra civil la obligó a abandonar España con su madre y su hija adoptiva, comenzando a trabajar entonces para los Archivos Nacionales de Estados Unidos como archivera asociada durante dos años. Posteriormente, Wright se convirtió en especialista en asuntos exteriores del Departamento de Estado y ejerció como jefa de su división de relaciones culturales para América Latina y como oficial de certificación. Ocupó ese cargo hasta 1952.
Murió el 6 de abril de 1972, a la edad de 92 años.

## Reconocimientos
Wright obtuvo diversos reconocimientos de los gobiernos de España y Cuba. Recibió medallas de oro tanto de la Academia de Historia de La Habana como de la Sociedad de Mujeres Geógrafas. En 1953, Wright se convirtió en presidenta de la Sociedad de Mujeres Geógrafas. Además, fue miembro de la Real Sociedad Histórica de Inglaterra y de la Real Sociedad Histórica de los Países Bajos.
En 2020, Wright fue incluida en el proyecto de la Subdirección General de Archivos Estatales titulado "Mujeres Investigadoras en los Archivos Estatales (1900-1970)", y que se encuentra en el Portal de Archivos Españoles (PARES). Esta iniciativa fue impulsada por el Ministerio de Cultura con el objetivo es reconocer y poner en valor las contribuciones de aquellas mujeres que desarrollaron investigaciones en los diferentes archivos estatales a principios del siglo XX.

## Publicaciones
- Historia documentada de San Cristóbal de la Habana en el siglo XVI, basada en los documentos originales existentes en el Archivo general de Indias en Sevilla [Documented History of Havana in the Sixteenth Century]. Habana: Impr. El Siglo XX. 1927. OCLC 1866796.
- Early History of Cuba, 1492-1586. (en inglés). 1916. OCLC 958710900.
- Spanish documents concerning English voyages to the Caribbean, 1527-1568 (en inglés). London: Hakluyt Society. 1929. OCLC 906156245.
- The gem of the Caribbean (en inglés). Isle of Pines: The Isle of Pines publicity Company. 1909. OCLC 1875728.
- Spanish narratives of the British attack on Santo Domingo, 1655 (en inglés). London: Offices of the Society. 1926. OCLC 977556313.